# Kanton Huaquillas
Der Kanton Huaquillas befindet sich in der Provinz El Oro im Süden von Ecuador. Er besitzt eine Fläche von 112,6 km². Im Jahr 2020 lag die Einwohnerzahl schätzungsweise bei 60.440. Verwaltungssitz des Kantons ist die Stadt Huaquillas mit 47.706 Einwohnern (Stand 2010). Der Kanton Huaquillas wurde am 6. Oktober 1980 eingerichtet.

## Lage
Der Kanton Huaquillas befindet sich im Nordwesten der Provinz El Oro an der peruanischen Grenze. Entlang der westlichen Grenze führt der frühere Flusslauf des Río Zarumilla nach Norden und bildet dabei die Staatsgrenze. Im Norden reicht der Kanton bis an die Meeresstraße Estero Grande, welcher der Archipel Jambelí vorgelagert ist. Die Fernstraße E50 durchquert den Südwesten des Kantons.
Der Kanton Huaquillas grenzt im Norden an den Kanton Santa Rosa, im Osten und im Süden an den Kanton Arenillas sowie im Westen an Peru.

## Verwaltungsgliederung
Der Kanton Huaquillas ist in folgende Parroquias urbanas („städtisches Kirchspiel“) gegliedert:
- Ecuador
- El Paraíso
- Hualtaco
- Milton Reyes
- Unión Lojana